# Terry Kirkman
Terry Robert Kirkman (Salina, 12 de diciembre de 1939 - Montclair, 23 de septiembre de 2023) fue un músico estadounidense, vocalista principal del grupo de folk rock The Association y autor de sus exitosas canciones "Cherish", "Everything That Touches You" y "Six Man Band", entre muchos otros.
Kirkman dejó la Asociación en 1984 y después trabajó como consultor de adicciones en California.